# Джексон Тауншип (округ Грін, Пенсільванія)
Джексон Тауншип (англ. Jackson Township) — селище (англ. township) в США, в окрузі Грін штату Пенсільванія. Населення — 381 особа (2020).

## Демографія
Згідно з переписом 2010 року, у селищі мешкало 487 осіб у 193 домогосподарствах у складі 136 родин. Було 238 помешкань
Расовий склад населення:
| - 99,0 % — білих - 0,4 % — азіатів |

До двох чи більше рас належало 0,6 %. Частка іспаномовних становила 0,0 % від усіх жителів.
За віковим діапазоном населення розподілялося таким чином: 20,3 % — особи молодші 18 років, 64,3 % — особи у віці 18—64 років, 15,4 % — особи у віці 65 років та старші. Медіана віку мешканця становила 43,5 року. На 100 осіб жіночої статі у селищі припадало 114,5 чоловіків;  на 100 жінок у віці від 18 років та старших — 109,7 чоловіків також старших 18 років.
Середній дохід на одне домашнє господарство  становив 52 241 долар США (медіана — 38 750), а середній дохід на одну сім'ю — 53 940 доларів (медіана — 46 250). За межею бідності перебувало 23,7 % осіб, у тому числі 36,2 % дітей у віці до 18 років та 9,1 % осіб у віці 65 років та старших.
Цивільне працевлаштоване населення становило 163 особи. Основні галузі зайнятості: роздрібна торгівля — 23,3 %, освіта, охорона здоров'я та соціальна допомога — 18,4 %, будівництво — 17,8 %.